# Oleg Utiechin
Oleg Utiechin (ros. Олег Утехин; ur. 24 maja 1994 w Penzie) – rosyjski pływak, specjalizujący się głównie w stylu klasycznym.
Wicemistrz Europy na krótkim basenie z Chartres (2012) w sztafecie 4 x 50 m stylem zmiennym. Dwukrotny medalista mistrzostw Europy juniorów na 50 m żabką: brązowy z Belgradu (2011) i złoty z Antwerpii (2012).